# Mutsu Munemitsu
En aquest nom japonès, el cognom és Mutsu.
Mutsu Munemitsu (陸奥宗光, Wakayama, 20 d'agost de 1844–Hawaii, 24 d'agost de 1897) va ser un diplomàtic i polític japonès, que va ocupar diversos càrrecs governamentals al llarg de la seva vida. És considerat el pare de la diplomàcia japonesa.

## Biografia

### Joventut
Va néixer a Wakayama, fill de Date Munehiro, un buròcrata d'alt rang del domini de Wakayama i senyor feudal de Kii. Durant la seva joventut va canviar el seu cognom per Mutsu, simbolitzant el seu trencament amb el passat feudal. Durant el final del règim dels Tokugawa també es va unir a l'organització revolucionària Kaientai (Cos de Socors Marítims) de Sakamoto Ryōma, a Nagasaki.

### Càrrecs a l'administració
Malgrat no haver tingut un paper actiu a la restauració Meiji, va aconseguir unir-se al nou govern com a protegit de Gōtō Shōjirō i Kido Takayoshi. Va ocupar successivament càrrecs importants: va ser membre de l'oficina d'Afers Exteriors, governador de Hyōgo, Kanagawa i altres prefectures, assistent del ministre de Finances i membre del Genrōin, la primerenca cambra parlamentària japonesa. El 1872 era el cap de l'oficina d'impostos sobre la terra, en el moment en què s'introdueix aquesta nova contribució. El mateix any renuncia als seu càrrec després de l'incident del María Luz, un vaixell peruà.

### Participació en la rebel·lió
Després de l'incident va viatjar per l'estranger. Quan va tornar al Japó va estar involucrat en el complot de Tosa Risshisha, mentre Mutsu encara era membre del Genrōin, durant la rebel·lió de Satsuma, que pretenia enderrocar el govern. Mutsu va ser destituït i empresonat durant cinc anys. Durant el seu captiveri va aprendre anglès, i va viatjar per Europa i els Estats Units gràcies a l'ajut d'Itō Hirobumi i Inoue Kaoru. Cal destacar que va anar a estudiar Dret amb els alemanys Rudolf von Gneist i Lorenz von Stein. Va tornar al Japó el 1884.

### Activitat política i diplomàtica
Quan va tornar al Japó, va ocupar un càrrec al ministeri d'Afers Exteriors. Quatre anys més tard va ser nomenat ambaixador plenipotenciari als Estats Units. El 1890 va ser elegit membre de la Dieta, en les que van ser les primeres eleccions a aquesta cambra, amb tot va preferir esdevenir ministre d'Agrricultura i Comerç durant els governs de Yamagata Aritomo i Matsukata Masayoshi. Durant aquest període també va servir de conducte per pagar suborns a la facció de Tosa, dins de la Dieta, per aprovar els pressupostos. El 1891 va renunciar al càrrec en protesta contra el primer ministre Matsukata per corrupció en les eleccions d'aquell any.
Durant el segon govern d'Ito Hirobumi va ser nomenat ministre d'Afers Exteriors. El 1894 va signar el tractat anglojaponès de comerç i navegació, restablint així la jurisdicció consular. D'altra banda, va adoptar una línia dura contra Qing, que va conduir a l'esclat de la primera guerra sinojaponesa, Va ser l'encarregat de gestionar les negociacions de pau, que es van veure afectades per la Triple Intervenció de Rússia, Alemanya i França el 1895, a la pressió de la qual es va haver de plegar Mutsu durant les negociacions del tractat de Shimonoseki.

### Retir
El 1896 es va retirar del govern a causa de la seva mala salut. Tanmateix, disgutat perquè va ser acusat de la intervenció de les potències durant les negociacions de pau de Shimonoseki, va escriure una defensa del seu maneig de la diplomàcia anomenat Kenkenroku, que va circular molt entre les seves amistats, però que no es va publicar fins a 1929. El 1897 va morir a causa de la tuberculosi, mentre es trobava convalescent a Hawaii.